# 基特卡森 (加利福尼亞州)
基特卡森（英語：Kit Carson）是位於美國加利福尼亞州阿馬多爾縣的一個非建制地區。該地的面積和人口皆未知。

## 地理
基特卡森的座標為38°40′15″N 120°06′49″W / 38.67083°N 120.11361°W，而該地的平均海拔高度為2221米（即7287英尺）。